# Sam na sam (film)
Sam na sam – polski film obyczajowy z 1977 roku.
Film kręcony w Warszawie.

## Obsada aktorska
- Jadwiga Jankowska-Cieślak – Ania Sarnecka
- Piotr Fronczewski – Witek Wyszomirski
- Stanisława Celińska – kelnerka Danka
- Stanisław Gawlik – niewidomy Krzysztof
- Maria Kleydysz – matka Ani
- Jerzy Moes – Jerzy, sąsiad Witka
- Andrzej Grąziewicz – lekarz
- Zdzisław Szymborski – Karol, mąż kobiety kupującej samochód od Witka
- Tomasz Zaliwski – psychiatra
- Joanna Sienkiewicz – studentka Krystyna
- Leszek Drogosz – milicjant